# 消費革命
消費革命（しょうひかくめい）とは消費者の生活様式が急激に変化するということ。
日本では1950年代後半からの所得水準の向上により、高額な商品が消費されるようになった時期が消費革命とされる。当時の経済白書でも所得革命という言葉が用いられている。この頃から家庭での支出の割合では、家電や自転車、オートバイ、一部には自動車などの耐久消費財の比重が高まり、また合成繊維やプラスチックのような製品も普及して、重化学工業製品が生活に浸透している。食生活でも洋食の割合が増加しており、他には娯楽や旅行などの支出も多くなっている。